# Авиационные световые сигналы

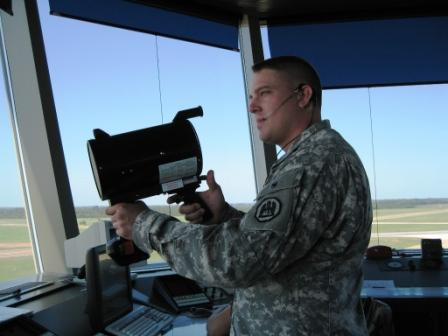
Диспетчер с прожектором, передающим световые сигналы.

Авиационные световые сигналы — вид сигналов, применяемых диспетчерской службой аэродрома при невозможности установления радиосвязи с воздушным судном. Световые сигналы передаются в направлении воздушного судна узконаправленным прожектором, имеющим возможность переключения между белым, красным и зелёным цветом. Также могут применяться сигнальные ракеты тех же цветов. Существует несколько стандартных сообщений, передаваемых данной системой:
| Сигнал                | ВС в воздухе                                          | ВС на земле                         | Автомобили и персонал             |
| --------------------- | ----------------------------------------------------- | ----------------------------------- | --------------------------------- |
| Серия белых вспышек   | Совершайте посадку здесь и следуйте к перрону         | Возвратитесь                        | Возвратитесь                      |
| Постоянный зелёный    | Посадка разрешена                                     | Взлет разрешён                      |                                   |
| Серия зеленых вспышек | Подход разрешён                                       | Руление разрешено                   | N/A                               |
| Постоянный красный    | Оставайтесь в зоне круга, уступите очередь на посадку | Остановитесь                        | Остановитесь                      |
| Серия красных вспышек | Аэродром небезопасен, посадку запрещаю                | Освободите ВПП или рулёжную дорожку |                                   |
| Серия зелёный-красный | Соблюдайте особую осторожность                        | То же                               | То же                             |
| Вспышки огней полосы  | Всем немедленно освободить полосу                     | Всем немедленно освободить полосу   | Всем немедленно освободить полосу |

Такая система используется как резервная (в случае отказа радиооборудования в аэропорту или на борту воздушного судна, либо других непредвиденных обстоятельств). Также применяется для связи с летательными аппаратами, не оснащенными радиооборудованием, и на малых и редко используемых посадочных площадках. Воздушное судно может подтвердить приём сообщения, например- покачав крыльями, серией вспышек бортовых навигационных огней и т.д.
Необходимо отметить, что на здании КДП стационарно установлен прожекторный светофор (красный/зелёный), дублирующий команды диспетчерской службы в части взлёта и посадки.